# Flintă

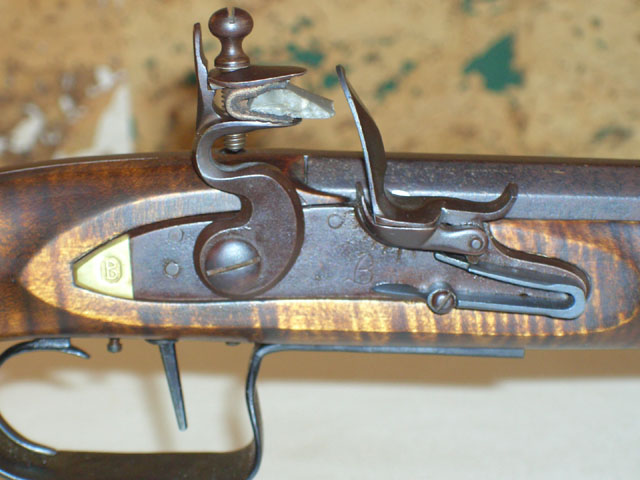
Mecanismul de dare a focului cu scânteie produsă de cremene

Flinta este o armă de foc (pușcă) cu țeavă lungă, cu fitil, cocoș și cremene, inventată la sfârșitul Evului Mediu.
Termenul provine din germană (Flinte) și maghiară (flinta) – după MDA – sau din poloneză, cehă și maghiară (unde are aceeași formă, flinta) – după Scriban.
În limba română, termenul este înregistrat prima oară la cronicarul Ion Neculce.
Cuvântul flintă, folosit pentru a desemna o armă veche, ce se încărca pe gura țevii, și unde pulberea se aprindea de la o scânteie dată de ciocnirea cu metal a unei bucăți de cremene, denumită „flint” în limba engleză, a intrat foarte repede nu doar în limba română, ci chiar și în folclorul românesc, în cântecele despre haiduci.